# Bazimini
Bazimini är en ort i Komorerna.   Den ligger i distriktet Anjouan, i den centrala delen av landet, 140 km öster om huvudstaden Moroni. Bazimini ligger 485 meter över havet och antalet invånare är 8 952.
Terrängen runt Bazimini är kuperad åt nordväst, men åt sydost är den bergig. En vik av havet är nära Bazimini åt nordväst. Runt Bazimini är det tätbefolkat, med 790 invånare per kvadratkilometer. Närmaste större samhälle är Moutsamoudou, 5,5 km väster om Bazimini. I omgivningarna runt Bazimini växer i huvudsak städsegrön lövskog.